# کوکوآ
کوکوآ (به لاتین: Kukua) یک منطقهٔ مسکونی در بنگلادش است که در ناحیه برگونه واقع شده‌است.